# Pohlheim
Pohlheim är en stad i Landkreis Gießen i Regierungsbezirk Gießen i förbundslandet Hessen i Tyskland. Kommunen bildades 31 december 1970 genom en sammanslagning av de tidigare kommunerna  Dorf-Güll, Garbenteich, Grüningen, Hausen, Holzheim och Watzenborn-Steinberg.